# La Democracia (Escuintla)
La Democracia es un municipio del departamento de Escuintla del departamento sur-central de la República de Guatemala. Celebra su fiesta titular el 1 de enero de cada año en honor a su patrón San Benito de Palermo.  Tras la conquista de Guatemala se llamó «Don García», y luego de la independencia de Centroamérica en 1821 estuvo en el Distrito N.º 2 (Escuintla) para la impartición de justicia por medio de juicios de jurados.
El 22 de agosto de 1903 el gobierno del licenciado Manuel Estrada Cabrera autorizó el cambio de nombre por «La Democracia» a solicitud de la Municipalidad de la localidad.

## Geografía física

### Clima
Se caracteriza por ser de clima tropical caluroso, y de acuerdo a la Clasificación climática de Köppen, es de Clima Monzónico (Am). Posee dos estaciones bien definidas: la temporada seca, que comprende de finales de noviembre a mediados de abril; y la lluviosa, que ocurre en los meses restantes. Este último, es la más extensa, debido a que se ubica en un área entre la cadena volcánica y la planicie costera del Océano Pacífico (conocido como Bocacosta), donde la humedad y las altas temperaturas son las claves para la generación de lluvias copiosas. Tanto en el municipio de La Democracia, como en los demás que se ubican en la Bocacosta, son los primeros lugares en donde la temporada de lluvias inicia de forma anticipada (mediados de abril).
| Parámetros climáticos promedio de La Democracia | Parámetros climáticos promedio de La Democracia | Parámetros climáticos promedio de La Democracia | Parámetros climáticos promedio de La Democracia | Parámetros climáticos promedio de La Democracia | Parámetros climáticos promedio de La Democracia | Parámetros climáticos promedio de La Democracia | Parámetros climáticos promedio de La Democracia | Parámetros climáticos promedio de La Democracia | Parámetros climáticos promedio de La Democracia | Parámetros climáticos promedio de La Democracia | Parámetros climáticos promedio de La Democracia | Parámetros climáticos promedio de La Democracia | Parámetros climáticos promedio de La Democracia |
| Mes                                             | Ene.                                            | Feb.                                            | Mar.                                            | Abr.                                            | May.                                            | Jun.                                            | Jul.                                            | Ago.                                            | Sep.                                            | Oct.                                            | Nov.                                            | Dic.                                            | Anual                                           |
| ----------------------------------------------- | ----------------------------------------------- | ----------------------------------------------- | ----------------------------------------------- | ----------------------------------------------- | ----------------------------------------------- | ----------------------------------------------- | ----------------------------------------------- | ----------------------------------------------- | ----------------------------------------------- | ----------------------------------------------- | ----------------------------------------------- | ----------------------------------------------- | ----------------------------------------------- |
| Temp. máx. media (°C)                           | 32.8                                            | 33.2                                            | 34.3                                            | 34.4                                            | 33.8                                            | 32.5                                            | 32.7                                            | 32.6                                            | 31.8                                            | 31.7                                            | 31.9                                            | 32.6                                            | 32.9                                            |
| Temp. media (°C)                                | 26.1                                            | 26.5                                            | 27.8                                            | 28.2                                            | 28.3                                            | 27.5                                            | 27.6                                            | 27.4                                            | 27.0                                            | 26.5                                            | 26.4                                            | 26.5                                            | 27.2                                            |
| Temp. mín. media (°C)                           | 19.5                                            | 19.9                                            | 21.3                                            | 22.1                                            | 22.8                                            | 22.5                                            | 22.5                                            | 22.3                                            | 22.3                                            | 21.4                                            | 21.0                                            | 20.4                                            | 21.5                                            |
| Precipitación total (mm)                        | 7                                               | 6                                               | 21                                              | 85                                              | 304                                             | 414                                             | 363                                             | 348                                             | 454                                             | 408                                             | 96                                              | 11                                              | 2517                                            |
| Fuente: Climate-Data.org                        |                                                 |                                                 |                                                 |                                                 |                                                 |                                                 |                                                 |                                                 |                                                 |                                                 |                                                 |                                                 |                                                 |

### Ubicación geográfica
La Democracia es uno de los pocos municipios que se encuentran en el centro del departamento de Escuintla. Se localiza a:
- 35 km al este de la ciudad de Escuintla (cabecera departamental), yendo 25 km al oeste por la carretera principal CA 2 hasta el municipio de Siquinalá y después 9 km al sur por la carretera secundaria 2.
- 9 km al sur del municipio de Siquinalá.
- 18 km al sureste de Santa Lucía Cotzumalguapa, yendo 9 km hacia el este por la carretera principal CA 2 hasta el municipio de Siquinalá y después 9 km al sur por la carretera secundaria 2.
- 23 km al noreste de La Gomera, por la carretera secundaria 2.
- 8 km (sin carretera, a campo traviesa) al oeste del río Achiguate (que corre de norte a sur).
- 82 km al noroeste de Puerto San José (pasando por Escuintla por carretera)
- 12 km (sin carretera, a campo traviesa) al este de Masagua
- 48 km de Masagua (pasando por Escuintla por carretera)

| Noroeste: Santa Lucía Cotzumalguapa | Norte: Siquinalá - Escuintla | Nordeste: Escuintla      |
|                                     |                              | Este: Masagua            |
| Suroeste: La Gomera                 | Sur: La Gomera - San José    | Sureste: Puerto San José |

## Gobierno municipal
Los municipios se encuentran regulados en diversas leyes de la República, que establecen su forma de organización, lo relativo a la conformación de sus órganos administrativos y los tributos destinados para los mismos.  Aunque se trata de entidades autónomas, se encuentran sujetos a la legislación nacional y las principales leyes que los rigen desde 1985 son:
| N.º | Ley                                                | Descripción |
| --- | -------------------------------------------------- | --- |
| 1   | Constitución Política de la República de Guatemala | Tiene una regulación legal específica para los municipios en los artículos 253 al 262. |
| 2   | Ley Electoral y de Partidos Políticos              | Ley de carácter constitucional aplicable a los municipios en el tema de la conformación de sus autoridades electas. |
| 3   | Código Municipal                                   | Decreto 12-2002 del Congreso de la República de Guatemala. Tiene la categoría de ley ordinaria y contiene preceptos generales aplicables a todos los municipios, e inclusive contiene legislación referente a la creación de los municipios.             |
| 4   | Ley de Servicio Municipal                          | Decreto 1-87 del Congreso de la República de Guatemala. Regula las relaciones entra la municipalidad y los servidores públicos en materia laboral. Tiene su base constitucional en el artículo 262 de la constitución que ordena la emisión de la misma. |
| 5   | Ley General de Descentralización                   | Decreto 14-2002 del Congreso de la República de Guatemala. Regula el deber constitucional del Estado, y por ende del municipio, de promover y aplicar la descentralización y desconcentración económica y administrativa.                                |

El gobierno de los municipios está a cargo de un Concejo Municipal mientras que el código municipal —ley ordinaria que contiene disposiciones que se aplican a todos los municipios— establece que «el concejo municipal es el órgano colegiado superior de deliberación y de decisión de los asuntos municipales […] y tiene su sede en la circunscripción de la cabecera municipal»; el artículo 33 del mencionado código establece que «[le] corresponde con exclusividad al concejo municipal el ejercicio del gobierno del municipio».
El concejo municipal se integra con el alcalde, los síndicos y concejales, electos directamente por sufragio universal y secreto para un período de cuatro años, pudiendo ser reelectos.
Existen también las Alcaldías Auxiliares, los Comités Comunitarios de Desarrollo (COCODE), el Comité Municipal del Desarrollo (COMUDE), las asociaciones culturales y las comisiones de trabajo. Los alcaldes auxiliares son elegidos por las comunidades de acuerdo a sus principios y tradiciones, y se reúnen con el alcalde municipal el primer domingo de cada mes, mientras que los Comités Comunitarios de Desarrollo y el Comité Municipal de Desarrollo organizan y facilitan la participación de las comunidades priorizando necesidades y problemas.
Los alcaldes que ha habido en el municipio han sido:
| Año                                                                        | Nombre            | Obras |
| -------------------------------------------------------------------------- | ----------------- | ----- |
| ganando 3 elecciones consecutivas, período 2000-2004, 2004-2008, 2008-2012 | Ramón Soto García |       |
| Marvin Carlos                                                              |                   |       |

## Historia
Se dice que los primeros pobladores que habitaron en el municipio fueron personas de la etnia pipil, que al parecer llegaron desde México. No se conoce una fecha específica de cuando se fundó esta población, ya que es muy antigua. Prueba de lo que acontecía en el municipio de La Democracia son los sitios arqueológicos que han dejado huella en todo el lugar.[cita requerida]

### Tras la Independencia de Centroamérica
La constitución del Estado de Guatemala promulgada el 11 de octubre de 1825 estableció los circuitos para la administración de justicia en el territorio del Estado y menciona que el poblado de Don García era parte del Circuito de Escuintla en el Distrito N.º 2 (Escuintla), junto con , San Pedro Mártir, Chahuite, Palín, Masagua, los dos Mixtanes, Santa Lucía Cotzumalguapa, Tecuaco, Guanagazapa, Chipilapa, Siquinalá y La Gomera.

### Gobierno de Manuel Estrada Cabrera
El poblado se llamaba Don García, pero cambió de nombre el 22 de agosto de 1903, por solicitud de los vecinos al presidente de la República, el licenciado Manuel Estrada Cabrera; el decreto es escueto y literalmente dice:
| Palacio del Poder Ejecutivo: Guatemala, 22 de agosto de 1903. El Presidente Constitucional de la República, Acuerda: Acceder a la solicitud presentada por la Municipalidad de Don García, departamento de Escuintla, relativa a que se cambie el nombre de la población, por el de «La Democracia». Comuníquese. —Manuel Estrada Cabrera El Secretario de Estado y del Despacho de Gobernación y Justicia, Juan J. Argueta |

## Infraestructura
En noviembre de 2012 el ingenio Magdalena inauguró una planta eléctrica de cincuenta y seis megavtios, la que fue conectada a la red eléctrica del ingenio —que ya era de ciento veinticinco megavatios— y a la red de distribución eléctrica del país.  La inversión tuvo un costo total de setenta millones de dólares.

## Economía
Los democratenses tienen varias fuentes de empleos, a través de empresas como lo es Serca S.A que es una empresa dedicada al transporte, Ingenio Magdalena; es una empresa azucarera que exporta azúcar, es uno de los ingenios más grandes. También cuenta con limoneras que generan empleos, fincas que se dedican al ganado y cultivo, otra porción de habitantes se dedican a sus propios negocios.

### Turismo
El municipio de La Democracia es reconocido por sus sitios turísticos relacionados con la arqueología. Es visitado por muchos habitantes del país y también por extranjeros. También es un centro de estudio para muchos historiadores y científicos. 
En la finca Monte Alto (a 500 m al este de la población) es una finca que se encuentra entre los bosques tropicales del municipio y ahí se encuentran esculturas de rostros indígenas que se supone fueron creadas por pipiles.
En la finca Monte Alto se encontraron esculturas de rostros fabricados por los antepasados de La Democracia. Otros lugares arqueológicos importantes son El Tránsito, Costa Brava y San Víctor.

## Patrimonio

### Museo arqueológico
Una joya del municipio La Democracia es el Museo Regional de Arqueología de La Democracia, que se fundó el 22 de mayo de 1972 y se encuentra a un costado del parque central de la cabecera municipal.

## Servicios públicos

### Educación
En 1916 fue develado un busto del profesor Santos Toruño, originario de La Democracia, y se le puso su nombre a la plaza central.  Toruño, quien falleció en 1914, fue un educador guatemalteco que estuvo a cargo del entonces prestigioso Instituto Nacional Central para Varones en la década de 1870 y en la de 1890. Toruño Inició su carrera en Santa Ana, El Salvador y en 1859 fundó el colegio San Buenaventura en la Ciudad de Guatemala, cuyo prestigio le valió que fuera nombrado director del Instituto Central por el general Justo Rufino Barrios en 1876.